# Campionati mondiali di skeleton 2013
I Campionati mondiali di skeleton 2013, ventitreesima edizione della manifestazione organizzata dalla Federazione Internazionale di Bob e Skeleton, si sono tenuti dal 27 gennaio al 2 febbraio 2013 a Sankt Moritz, in Svizzera, sulla pista Olympia Bobrun St. Moritz–Celerina e si sono disputate gare in tre differenti specialità: nel singolo uomini, nel singolo donne e nella prova a squadre.
In un primo tempo, la località elvetica avrebbe dovuto organizzare i mondiali del 2012, ma nel dicembre 2010 l'assegnazione venne invertita con quella di Lake Placid, inizialmente prevista proprio per il 2013; in quella stagione erano in programma le gare pre-olimpiche a Soči, in Russia e per questo venne deciso di rendere più comoda la trasferta per squadre e atleti gareggiando in Svizzera.
Le vittorie sono state conquistate dal russo Aleksandr Tret'jakov e dalla britannica Shelley Rudman, entrambi al loro primo trionfo iridato.

Anche questa edizione dei mondiali, come ormai da prassi iniziata nella rassegna di Schönau am Königssee 2004, si è svolta contestualmente a quella di bob e proprio insieme agli atleti di quest'ultima disciplina è stato assegnato il titolo nella prova a squadre che ha visto trionfare la compagine statunitense.

## Risultati

### Singolo uomini
La gara si è disputata il 1º e il 2 febbraio 2013 nell'arco di quattro manches ed hanno preso parte alla competizione 33 atleti in rappresentanza di 18 differenti nazioni; campione uscente era il lettone Martins Dukurs, che ha concluso la prova al secondo posto, ed il titolo è stato pertanto conquistato dal russo Aleksandr Tret'jakov, già argento a Schönau am Königssee 2011 e bronzo a Lake Placid 2009, mentre terzo è giunto il connazionale Sergej Čudinov, alla sua prima medaglia mondiale individuale.
| Pos. | Atleti                 | Nazione       | Tempo   | Distacco |
| ---- | ---------------------- | ------------- | ------- | -------- |
|      | Aleksandr Tret'jakov   | Russia        | 4'32"35 |          |
|      | Martins Dukurs         | Lettonia      | 4'32"38 | +0"03    |
|      | Sergej Čudinov         | Russia        | 4'34"62 | +2"27    |
| 4    | Eric Neilson           | Canada        | 4'35"01 | +2"66    |
| 5    | Frank Rommel           | Germania      | 4'35"19 | +2"84    |
| 5    | John Daly              | Stati Uniti   | 4'35"19 | +2"84    |
| 7    | Jon Montgomery         | Canada        | 4'35"47 | +3"12    |
| 8    | Tomass Dukurs          | Lettonia      | 4'35"65 | +3"30    |
| 9    | Dominic Edward Parsons | Gran Bretagna | 4'35"77 | +3"42    |
| 10   | Kristan Bromley        | Gran Bretagna | 4'35"96 | +3"61    |

### Singolo donne
La gara si è disputata il 31 gennaio e il 1º febbraio 2013 nell'arco di quattro manches ed hanno preso parte alla competizione 29 atlete in rappresentanza di 17 differenti nazioni; campionessa uscente era la statunitense Katie Uhlaender, che ha concluso la prova al settimo posto, ed il titolo è stato pertanto conquistato dalla britannica Shelley Rudman, prima volta a medaglia in una competizione iridata, davanti all'altra statunitense Noelle Pikus-Pace, già campionessa mondiale a Sankt Moritz 2007 e argento a Calgary 2005, ed alla canadese Sarah Reid, anche lei per la prima volta su un podio iridato.
| Pos. | Atleti                | Nazione       | Tempo   | Distacco |
| ---- | --------------------- | ------------- | ------- | -------- |
|      | Shelley Rudman        | Gran Bretagna | 4'38"60 |          |
|      | Noelle Pikus-Pace     | Stati Uniti   | 4'39"17 | +0"57    |
|      | Sarah Reid            | Canada        | 4'40"01 | +1"41    |
| 4    | Elizabeth Yarnold     | Gran Bretagna | 4'40"14 | +1"54    |
| 5    | Mellisa Hollingsworth | Canada        | 4'40"36 | +1"76    |
| 6    | Michelle Steele       | Australia     | 4'40"49 | +1"89    |
| 7    | Laura Deas            | Gran Bretagna | 4'40"56 | +1"96    |
| 8    | Marion Thees          | Germania      | 4'41"99 | +3"39    |
| 9    | Ol'ga Potylicyna      | Russia        | 4'42"14 | +3"54    |
| 10   | Katharine Eustace     | Nuova Zelanda | 4'42"17 | +3"57    |

### Gara a squadre
La gara si è disputata il 27 gennaio 2013 ed ogni squadra nazionale ha potuto prendere parte alla competizione con due formazioni; nello specifico la prova ha visto la partenza di uno skeletonista, di un equipaggio del bob a due femminile, di una skeletonista e di un equipaggio del bob a due maschile per ognuna delle 13 formazioni che hanno gareggiato ciascuna in una singola manche; la somma totale dei tempi così ottenuti ha laureato campione la squadra statunitense di John Daly, Elana Meyers, Lolo Jones, Noelle Pikus-Pace, Steven Holcomb e Curtis Tomasevicz davanti a quella tedesca composta da Frank Rommel, Sandra Kiriasis, Sarah Noll, Marion Thees, Francesco Friedrich e Gino Gerhardi e da quella canadese formata da Eric Neilson, Kaillie Humphries, Chelsea Valois, Sarah Reid, Lyndon Rush e Cody Sorensen.
| Pos. | Squadra       | Atleti                                                                                                | Tempo   | Distacco |
| ---- | ------------- | --- | ------- | -------- |
|      | Stati Uniti   | John Daly Elana Meyers / Lolo Jones Noelle Pikus-Pace Steven Holcomb / Curtis Tomasevicz              | 4'31"29 |          |
|      | Germania      | Frank Rommel Sandra Kiriasis / Sarah Noll Marion Thees Francesco Friedrich / Gino Gerhardi            | 4'31"53 | +0"24    |
|      | Canada        | Eric Neilson Kaillie Humphries / Chelsea Valois Sarah Reid Lyndon Rush / Cody Sorensen                | 4'32"30 | +1"01    |
| 4    | Germania      | Alexander Kröckel Cathleen Martini / Janine Tischer Anja Huber Maximilian Arndt / Thorsten Margis     | 4'32"40 | +1"11    |
| 5    | Svizzera      | Lukas Kummer Fabienne Meyer / Elisabeth Graf Marina Gilardoni Beat Hefti / Abraham Morlu              | 4'33"11 | +1"82    |
| 6    | Canada        | Jon Montgomery Jennifer Ciochetti / Emily Baadsvik Mellisa Hollingsworth Justin Kripps / Luke Demetre | 4'33"49 | +2"20    |
| 7    | Gran Bretagna | Kristan Bromley Paula Walker / Gillian Cooke Elizabeth Yarnold John James Jackson / Craig Pickering   | 3'51"10 | +2"27    |
| 8    | Stati Uniti   | Matthew Antoine Jazmine Fenlator / Aja Evans Katie Uhlaender Cory Butner / Dallas Robinson            | 4'33"90 | +2"61    |
| 9    | Russia        | Anton Batuev Ol'ga Stul'neva / Nadežda Sergeeva Svetlana Vasil'eva Aleksej Stul'nev / Kirill Antjuch  | 4'34"51 | +3"22    |
| 10   | Svizzera      | Michael Höfer Caroline Spahni / Ariane Walser Barbara Hosch Rico Peter / Patrick Blöchliger           | 4'35"62 | +4"33    |

## Medagliere
| Posizione | Paese         | Oro | Argento | Bronzo | Totale |
| --------- | ------------- | --- | ------- | ------ | ------ |
| 1         | Stati Uniti   | 1   | 1       | 0      | 2      |
| 2         | Russia        | 1   | 0       | 1      | 2      |
| 3         | Gran Bretagna | 1   | 0       | 0      | 1      |
| 4         | Lettonia      | 0   | 1       | 0      | 1      |
| 4         | Germania      | 0   | 1       | 0      | 1      |
| 6         | Canada        | 0   | 0       | 2      | 2      |
| Totale    | Totale        | 3   | 3       | 3      | 9      |